# Leo Schalckens
Leo Florimond Marie Schalckens (Lokeren, 29 september 1902 – Brussel, 2 januari 1971) was een Belgisch senator.

## Levensloop
Schalckens promoveerde tot licentiaat in de politieke en koloniale wetenschappen en werd journalist.
Van 1946 tot 1964 en opnieuw in 1970 was hij gemeenteraadslid van Brussel. In juni-juli 1949 was hij enkele dagen provincieraadslid voor Brabant, tot hij op 11 juli liberaal provinciaal senator voor Oost-Vlaanderen werd. Dit mandaat vervulde hij tot aan de wetgevende verkiezingen van 1950.

## Publicaties
- Per vliegtuig naar Scandinavië, Brussel, 1931.
- De Vliegende Reporter. Uit het dagboek van een luchtreiziger, Brussel, 1931.